# Crocidura malayana
Crocidura malayana — вид ссавців родини мідицевих. Це ендемік Малайзії. Це маловідомий вид, який зустрічається в низинних і гірських лісах. Немає інформації про те, чи може він адаптуватися до антропогенних середовищ існування за межами лісу.